# Yanam (distrikt)
Yanam är ett distrikt i Indien.   Det ligger i unionsterritoriet Puducherry, i den sydöstra delen av landet, 1 400 km söder om huvudstaden New Delhi. Antalet invånare är 55 626. Arean är 30 kvadratkilometer. Yanam gränsar till East Godāvari.
Terrängen i Yanam är mycket platt.